# 공주시·부여군·청양군
공주시·부여군·청양군은 대한민국의 국회의원 선거구이다. 충청남도 공주시, 부여군, 청양군을 관할한다. 현 지역구 국회의원은 더불어민주당의 박수현이다.

## 역사
대한민국 제20대 국회의원 선거를 앞두고 공주시 선거구와 부여군·청양군 선거구가 인구 하한선 미달로 인해 통합되면서 신설되었다.

## 관할 구역
| 대수  | 관할 구역                           |
| ----- | ----------------------------------- |
| 20대~ | 공주시 일원 부여군 일원 청양군 일원 |

## 역대 국회의원
| 선거   | 정당 | 정당         | 의원   |
| ------ | ---- | ------------ | ------ |
| 2016년 |      | 새누리당     | 정진석 |
| 2020년 |      | 미래통합당   | 정진석 |
| 2024년 |      | 더불어민주당 | 박수현 |

## 역대 선거 결과

### 대한민국 제20대 국회의원 선거
|  | 48.12% |

|  | 44.95% |

|  | 6.91% |

### 대한민국 제21대 국회의원 선거
|  | 48.65% |

|  | 46.43% |

|  | 3.05% |

|  | 0.63% |

|  | 0.63% |

|  | 0.59% |

### 대한민국 제22대 국회의원 선거
|  | 50.66% |

|  | 48.42% |

|  | 0.91% |

## 같이 보기
- 충청남도의 선거구
- 공주시의 국회의원
- 부여군의 국회의원
- 청양군의 국회의원